# UEP Systems
UEP Systems — студия по разработке компьютерных игр, известная симуляторами сноуборда. Игры студии выходили на PlayStation, PlayStation 2, Dreamcast, Neo Geo Pocket и аркадных автоматах.

## История
UEP Systems была основана 12 апреля 1985 года. Помимо создания игр, компания занималась созданием игровых автоматов и периферийных устройств для компьютеров.
9 июля 2001 года была признана банкротом.

## Разработанные игры
| Год  | Игра                           | Платформа(ы)         |
| ---- | ------------------------------ | -------------------- |
| 1996 | Cool Boarders                  | PlayStation          |
| 1997 | Cool Boarders 2                | PlayStation          |
| 1999 | Rising Zan: The Samurai Gunman | PlayStation          |
| 1999 | Rippin' Riders Snowboarding    | Dreamcast            |
| 2000 | Cool Boarders Pocket           | Neo Geo Pocket Color |
| 2000 | Cool Boarders: Code Alien      | PlayStation 2        |